# Tre'Davious White
Tre'Davious White (Shreveport, 16 gennaio 1995) è un giocatore di football americano statunitense che milita nel ruolo di cornerback per i Buffalo Bills della National Football League (NFL).

## Carriera universitaria
White al college giocò a football con gli LSU Tigers dal 2013 al 2016. Divenne titolare a partire dalla seconda stagione, in cui giocò anche come punt returner, facendo registrare 33 tackle e 2 intercetti. Dopo la stagione 2015 era considerato una scelta della fine del primo giro del Draft NFL 2016, ma optò per rimanere a LSU per l'ultimo anno nel college football Nel 2016 fu inserito nella formazione ideale della Southeastern Conference dall'Associated Press.

## Carriera professionistica

### Buffalo Bills
Il 27 aprile 2017, White fu scelto come 27º assoluto nel Draft NFL 2017 dai Buffalo Bills. Debuttò come professionista partendo come titolare nella gara del primo turno contro i New York Jets mettendo a segno 4 tackle e 2 passaggi deviati. Nelle prime tre gare in carriera fece registrare 16 tackle, 7 passaggi deviati e un intercetto nel terzo turno su Trevor Siemian dei Denver Broncos, venendo premiato come miglior rookie difensivo del mese di settembre. La sua prima stagione si concluse con 69 tackle, 4 intercetti e un fumble forzato, venendo inserito nella formazione ideale dei rookie dalla Pro Football Writers of America.
Nel settimo turno della stagione 2019 White fu premiato come difensore della AFC della settimana dopo avere messo a segno un intercetto e un fumble forzato nella vittoria sui Miami Dolphins. Nel quindicesimo turno fece registrare due intercetti su Devlin Hodges nella vittoria sui Pittsburgh Steelers che qualificò i Bills ai playoff, venendo premiato per la seconda volta come difensore della settimana. A fine stagione fu convocato per il suo primo Pro Bowl e inserito nel First-team All-Pro dopo avere guidato la NFL a pari merito con 6 intercetti.
Nel 2020 White fu convocato per il suo secondo Pro Bowl (non disputato a causa della pandemia di COVID-19) e inserito nel Second-team All-Pro dopo avere fatto registrare 57 tackle, 3 intercetti e 1,5 sack. I Bills giunsero fino alla finale di conference per la prima volta dal 1995.
Nel quarto turno del 2023 contro i Miami Dolphins, White si ruppe il tendine d'Achille, chiudendo la sua stagione.

### Los Angeles Rams
Il 26 marzo 2024 White firmò un contratto annuale del valore di 10 milioni di dollari con i Los Angeles Rams.

### Baltimore Ravens
Il 5 novembre 2024 White fu scambiato con i Baltimore Ravens.

### Ritorno ai Buffalo Bills
Il 17 aprile 2025 White firmò un contratto di un anno del valore di 6,8 milioni di dollari per fare ritorno ai Buffalo Bills.

## Palmarès
- Convocazioni al Pro Bowl: 2

2019, 2020
- First-team All-Pro: 1

2019
- Second-team All-Pro: 1

2020
- Difensore della AFC della settimana: 2

7ª e 15ª del 2019
- Rookie difensivo del mese: 1

settembre 2017
- PFWA All-Rookie Team - 2017
- Leader della NFL in intercetti: 1

2019